# Андроновка (Днепропетровская область)
Андроновка (укр. Андронівка) — село, Славянский сельский совет, Межевский район, Днепропетровская область, Украина.

## Географическое положение
Село Андроновка находится на левом берегу реки Бык а месте впадения в неё реки Ковалиха,
выше по течению на расстоянии в 0,5 км расположено село Каменка (Добропольский район) Донецкой области,
ниже по течению на расстоянии в 5,5 км расположено село Славянка.

## История
Население по переписи 2001 года составляло 242 человека.
В селе находится стационарный блокпост дорожно-патрульной службы полиции.

## Транспорт
Рядом проходят автомобильная дорога М-04 (E 50 и железная дорога, станция Платформа 31 км.